# Almeida Garrett
João Baptista da Silva Leitão de Almeida Garrett, född 4 februari 1799, död 9 december 1854, var en portugisisk skald.
De Almeida Garret banade väg för nyromantiken i Portugal och var samtidigt dess mest representative diktare. Han har rört sig inom en mångfald områden. Han viktigaste insats blev dock insamlandet av sitt lands folkvisor. Dessa påverkade också hans egen lyrik likaväl som hans epik. Som alla romantiker ägde han ett starkt historiskt intresse och riktade uppmärksamheten på sitt lands storhetstid. Skapandet av ett nationellt portugisiskt drama är också hans förtjänst. Med sina prosaverk hade han även framgång. Hans liv var växlingsrikt på grund av hans verksamhet som aktiv politiker.